# Riihimäki
Riihimäki er en stationsby og kommune i Egentliga Tavastland i det sydlige Finland. Byen ligger ca. 69 kilometer nord for Helsinki og 109 kilometer sydøst for Tampere. Riihimäki udgør en form for jernbaneknudepunkt da jernbanestrækninger fra hele landet samles her inden de kommer til Helsinki. Skydevåbensproducenten Sako, Ltd. har en primær fabrik i Riihimäki.
Administrativt hører byen under Sydfinlands regionsforvaltning. Kommunen er en del af landskabet Egentliga Tavastland. Byen har 28.619 indbyggere (2010).

## Historie
Riihimäki er etableret omkring Riihimäki Jernbanestation. Stationen er en af de oprindelige stationer på Helsinki–Hämeenlinna banen (Hovedbanen i Finland).
Riihimäki – Sankt Petersborg Jernbanen første etape fra Riihimäki til Lahti åbnede i 1869. Gradvist voksede byen omkring stationen.
I 1922 blev Riihimäki delt fra Hausjärvi og blev en selvstændig handelsby. Riihimäki fik bystatus i 1960.

## Sport
- Peltosaaren Nikkarit & Kiekko-Nikkarit (Ishockey)
- Kolmoskori (Basketball)
- Riihimäen Ilves, formerly RIPS (Fodbold)
- SC Top (Floorball)
- Cocks (Håndbold)
- Riihi-Pesis, formerly RPL (Boboll)
- Riihimäen Kisko (Atletik)

## Kendte personer
- Renny Harlin, filminstruktør
- Jukka Jalonen, Ishockey landsholdstræner
- Janne Lahti, ishockeyspiller
- Sami Lähteenmäki, ishockeyspiller
- Janne Kataja, tv-kendis
- Olli Korkeavuori, ishockeyspiller
- Sinikka Laine, forfatter
- Kari Tiainen, motorcycle enduro verdensmester
- Pekka Vasala, Olympisk mester (1972) i 1.500 meter
- Jussi Veikkanen, cykelrytter.
- Jukka Vanninen, ishockeyspiller
- Jann Wilde, musiker

### Venskabsbyer
- Szolnok, Ungarn
- Skedsmo, Norge
- Husavik, Island
- Gus-Khrustalny, Rusland
- Karlskoga, Sverige
- Aalborg, Danmark
- Bad Segeberg, Tyskland